# Запліднення у людини
Запліднення у людини, також зачаття (від укр. зачинати) — транспорт сперматозоїда чоловіка до яйцеклітини жінки, їх злиття, розвиток зиготи (ембріон), її транспорт та імплантація в матці жінки; початок вагітності у людини.

## Транспорт та злиття гамет
При природному статевому акті сперма чоловіка потрапляє у вагіну жінки. Вагінальне середовище є згубним для сперматозоїдів через підвищену кислотність (pH близько 4), тому через 2 години після еякуляції більшість сперматозоїдів гине у вагіні, проте частина рухливих сперматозоїдів проникає у шийку матки і далі — в матку. Шийка матки заповнена цервікальним слизом, який є бар'єром для проникнення мікроорганізмів з вагіни у матку; слиз може перешкодити проникненню туди й сперматозоїдів.
За повідомленням південноафриканського андролога Тінуса Крюгера, для успішного запліднення в матку має проникнути щонайменше 10 мільйонів сперматозоїдів. З матки сперматозоїди проникають у маткові труби. При виборі напрямку сперматозоїди рухаються проти струму рідини, який у маткових трубах спрямований від яєчника у бік матки, відповідно сперматозоїди рухаються від матки у бік яєчника.
Безпосередньо запліднення відбувається в ампулярній частині маткової труби (частина труби, що розширюється, розташована ближче до яєчника). Для здійснення злиття з яйцеклітиною сперматозоїд повинен подолати дві її оболонки: 1) променистий вінець (corona radiata), тобто шар фолікулярних клітин, що оточують яйцеклітину, 2) блискучу оболонку (zona pellucida). Процес подолання оболонок яйцеклітини сперматозоїдом та подальше злиття гамет називають «пенетрацією». Для подолання променистого вінця сперматозоїд використовує фермент гіалуронідазу, розташований на поверхні своєї голівки, і розщеплює позаклітинний матрикс, що з'єднує клітини променистого вінця.
Один сперматозоїд не в змозі зруйнувати променистий вінець: щоб розпушити і розсіяти клітини вінця, необхідна дія великої кількості сперматозоїдів. Сперматозоїд же, який першим досягає блискучої оболонки, найімовірніше здійснить запліднення.
Для подолання блискучої оболонки (zona pellucida) сперматозоїд використовує літичні ферменти, що містяться в його акросомі, розташованій на передньому кінці голівки. Після досягнення сперматозоїдом блискучої оболонки рецептори на голівці взаємодіють з лігандами на блискучій оболонці. Після такої взаємодії (впізнавання) акросома зливається із зовнішньою мембраною сперматозоїда, і її вміст виділяється зовні. Ферменти акросоми локально руйнують блискучу оболонку, що разом із рухом сперматозоїда дозволяє йому проникнути під блискучу оболонку і опинитися у безпосередній близькості до оолеми — цитоплазматичної мембрани яйцеклітини.
Існують специфічні рецептори на поверхні сперматозоїда та яйцеклітини, які слугують для злиття статевих клітин. Після злиття ядро сперматозоїда, центріоль та його мітохондрія виявляються всередині яйцеклітини. Протягом короткого часу[якого?] в яйцеклітині розвивається кортикальна реакція — вивільнення вмісту кортикальних гранул, або везикул, у зовнішнє середовище яйцеклітини. Кортикальні гранули розташовуються під поверхнею зовнішньої мембрани яйцеклітини та містять різні літичні ферменти. Після проникнення сперматозоїда кортикальні везикули зливаються з оолеммою (зовнішньою мембраною яйцеклітини), і виділені яйцеклітиною ферменти модифікують блискучу оболонку таким чином, що вона стає непроникною для інших сперматозоїдів. Так, після проникнення першого сперматозоїда наступні сперматозоїди не здатні запліднити яйцеклітину. Кортикальна реакція служить для забезпечення так званого блоку (запобігання) поліспермії, тобто перешкоджає проникненню в яйцеклітину понад одного сперматозоїда. У ссавців блок поліспермії розвивається протягом кількох хвилин.
При проникненні двох сперматозоїдів у яйцеклітину (що трапляється порівняно рідко) утворюється триплоїдний ембріон, при дальшому розвитку якого відбуваються різні порушення розходження хромосом. Такі ембріони не життєздатні, як правило, гинуть протягом кількох днів розвитку, проте в поодиноких випадках можуть імплантуватися в матку і дати початок вагітності, яка приречена на переривання. Всупереч поширеній помилці, проникнення двох сперматозоїдів у яйцеклітину не є причиною виникнення однояйцевих близнюків.

### Порушення запліднення
У патологічних випадках надмірно в'язкий цервікальний слиз шийки матки не дозволяє достатній кількості сперматозоїдів проникнути з вагіни у матку, що може стати причиною жіночого безпліддя (так званий шийковий фактор безпліддя).
Закриття просвіту маткової труби внаслідок деяких захворювань веде до перешкод для зустріч сперматозоїдів з яйцеклітиною та виникнення безпліддя.
У поодиноких випадках порушення кортикальної реакції призводить до запліднення яйцеклітини більш ніж одним сперматозоїдом. Це називається поліспермією і зазвичай зумовлює нежиттєздатну зиготу.

## Транспорт та імплантація зиготи
Після злиття сперматозоїда та яйцеклітини починається вагітність, тобто у матковій трубі утворюється зигота — запліднена яйцеклітина, одноклітинна стадія розвитку ембріона. У людини стадія зиготи триває перші 26 — 30 годин розвитку. Зигота приступає до формування ядер. Сперматозоїд зливається з яйцеклітиною, коли вона знаходиться на стадії другого поділу мейозу (після овуляції мейоз в яйцеклітині зупиняється на стадії метафази ІІ та відновлюється після проникнення сперматозоїда). Зигота завершує мейоз і, як наслідок, виділяє двополярне тільце і формує жіночий пронуклеус (жіноче ядро).
Паралельно з матеріалу сперматозоїдного ядра зигота формує чоловічий пронуклеус (чоловіче ядро). Кожен із пронуклеусів зиготи має одинарний (гаплоїдний) набір хромосом, у чоловічому пронуклеусі розташовуються батьківські хромосоми, у жіночому пронуклеусі — материнські хромосоми. У мікроскоп пронуклеуси в зиготі стають видимі через 13-15 годин після проникнення сперматозоїда і зникають через 20-21 годину після проникнення сперматозоїда. Сформувавшись на різних кінцях зиготи, пронуклеуси рухаються назустріч один одному (так зване зближення пронуклеусів), після чого їх оболонки розчиняються і хромосоми шикуються в метафазну пластинку першого розподілу мітозу. Таким чином, об'єднання батьківських та материнських хромосом відбувається на стадії метафази мітозу зиготи. На відміну від зиготи голкошкірих, у зиготі людини та інших хребетних тварин — не спостерігається злиття пронуклеусів з утворенням єдиного ядра зиготи.

### Дроблення
У процесі запліднення яйцеклітина, а далі зигота продовжує своє просування матковою трубою в бік матки. Цьому сприяють скорочення м'язового шару труби та руху війок її епітелію. Після утворення зиготи починається процес її мітотичного ділення, який носить назву «дроблення» (таку назву поділ зиготи отримав тому, що загальний розмір зиготи не збільшується, і з кожним наступним поділом дочірні клітини стають дедалі дрібнішими). Розмір ембріона людини на стадіях зиготи та дроблення однаковий і становить близько 130 мкм. Дроблення у людини, як і у всіх ссавців, повне, асинхронне. Асинхронність дроблення означає, що дочірні клітини діляться не одночасно, й у результаті ембріон людини може містити число клітин, відмінне від ступеня двійки (1, 2, 4, 8…).
Навпаки, при синхронному дробленні, характерному для більшості тварин, число клітин дорівнює 2n, де n — число актів поділу. Клітини ембріона на стадії дроблення називаються бластомерами. Період дроблення триває близько 3 днів.
Спочатку всі бластомери ембріона людини однакові, як на вигляд, так і за детермінацією. Бластомери не взаємодіють один з одним і утримуються разом лише завдяки блискучій оболонці. Якщо блискуча оболонка з якоїсь причини пошкоджена, ембріон розсипається на окремі групи клітин чи індивідуальні клітини. У поодиноких випадках це може призводити до формування двох і більше незалежних ембріонів, ідентичних генетично. Такі ембріони дадуть початок однояйцевим дихоріальним близнюкам (близько третини випадків народження всіх однояйцевих близнюків).
До 4 дня розвитку, коли ембріон складається приблизно з 12 — 16 клітин, бластомери диференціюються і утворюють два клітинних шари. Зовнішні бластомери формують так званий трофобласт, а внутрішні, трохи пізніше — ембріобласт.
До 5 дня розвитку ембріон, що дробиться, формує бластоцисту — стадію, характерну тільки для плацентарних ссавців. Бластоциста складається з приблизно 30 клітин на початку розвитку та приблизно 200 клітин наприкінці розвитку. Бластоциста є порожнистою кулею розміром 130—200 мкм, сформована клітинами трофобласта, всередині кулі розташовується група клітин ембріобласта, прикріплена до однієї зі стінок.
Зрідка бластоциста може нести два ембріобласти, такий ембріон дасть початок однояйцевій двійні — однояйцевим монохоріальним близнюкам (близько двох третин випадків народження всіх однояйцевих близнюків).

### Імплантація
Для кращого контакту з ендометрієм бластоциста звільняється від блискучої оболонки (так званий гетчинг). Після цього клітини трофобласта, поверхневого шару бластоцисти, викидають пальцеподібні відростки для занурення в ендометрій, залози якого багаті на поживний секрет. У той самий час ендометрій продовжує потовщуватися під впливом прогестерону й у результаті оточує бластоцисту з усіх боків.
Процес імплантації відбувається при тісній хімічній та фізичній взаємодії бластоцисти та ендометрію. Гормон хоріонічний гонадотропін, що виділяється клітинами трофобласта, впливає також на жовте тіло яєчника, стимулюючи вироблення ним прогестерону та перешкоджаючи настанню менструації.

### Порушення транспорту та імплантації
Порушення транспорту зиготи в матку може призводити до імплантації бластоцисти в матковій трубі та, відповідно, розвитку позаматкової вагітності. 
Порушення реакцій взаємодії бластоцисти з ендометрієм у процесі імплантації може зумовити ранній викидень ще до того, як можна встановити факт вагітності.

## Запліднення і відлік терміну вагітності
Запліднення використовується як точка відліку для обчислення терміну вагітности. У роботах з ембріології людини термін розвитку ембріона завжди відраховується від дня запліднення (так званий строк запліднення, fertilization age). Найбільш поширені у світі таблиці Стрітера (таблиці нормального розвитку людини, іменовані також таблицями Карнегі) виділяють 56 стадій розвитку, датованих від дня запліднення. 
В акушерстві ж, з іншого боку, існує практика відраховувати термін вагітності від дати останньої менструації (так званий гестаційний, або акушерський строк, gestational age). Цей відлік ґрунтується на тому, що овуляція, в найближчі дні навколо якої можливе запліднення, відбувається приблизно на два тижні пізніше від першого дня останньої менструації. Див. також Правило Негеле.
У медичній практиці ці дві системи відліку співіснують, тому зазвичай необхідно вказується, за якою з них відраховувався вік ембріона чи строк вагітності.